# Jacob Kofod Trojel
Jacob Kofod Trojel (12. september 1736 i Povlsker  – 10. marts 1812 i Nebbelunde ) var en dansk præst og landøkonomisk forfatter.
Jacob Kofod Trojel blev født i Poulsker Sogn på Bornholm og var broder til godsforvalter Frants Vilhelm Trojel. Han blev student 1751 og tog teologisk attestats 1754. 1765 blev han personel og 1771 resid. kapellan i Vissenbjerg og 1774 sognepræst for Nebbelunde og Sædding menigheder på Lolland, fra hvilken stilling han tog sin afsked 1805. Han var gift med Regitze Sophie Støedt, datter af provst Ole Støedt.
Trojel, der kort efter Landhusholdningsselskabets oprettelse blev korresponderende medlem af det, interesserede sig meget for landbruget og var en dygtig havedyrker og botaniker. Han indsendte flere afhandlinger til selskabet, således om "Kvægsygen og Middel derfor", om kartoffeldyrkning og havedyrkning, om en hensigtsmæssig plov osv. 1766 udgav han et lille skrift "om Kartoflers Avl og Brug", der på Landhusholdningsselskabets foranstaltning blev oversat til Islandsk og gratis uddelt i Danmark, Norge og Island. En afhandling af ham om humleavlen blev i 1774 indført i Landvæsenskommissionens økonomiske prisskrifter.